# Linda Chavez
Linda Chávez (Albuquerque, Nuevo México, 17 de junio de 1947) es una escritora conservadora, comentadora y locutora de radio estadounidense. Su padre era mexicano-estadounidense y su madre inglesa-estadounidense. Chávez fue la primera mujer hispana en ser nominada para el Gabinete de los Estados Unidos. 

## Educación
Chávez obtuvo un Bachelor of Arts de la University of Colorado en 1970. Chávez estudio posgrado en UCLA.

## Trasfondo con sindicatos
A partir de 1975, Chávez fue contratada en el círculo más importante del segundo sindicato de profesores más grande de Estados Unidos, el American Federation of Teachers, donde era responsable de editar la publicación de la organización.
 Fue confidente de Al Shanker, presidente de AFT. Creñia en la filosofía personal del Presidente Shanker sobre los sindicatos, se fue dando cuenta que muchos en la organización pretendían darle otra dirección una vez que Shanker se fuera. Posteriormente escribió que mientras más comprendía las intenciones y metas de los nuevos jefes sindicales, se iba sintiendo menos cómoda en la organización. Se fue de AFT en 1983.

## Familia
Está casada con Christopher Gersten, jefe del Instituto de Valores Religiosos (Institute for Religious Values), y es madre de tres hijos, David, Pablo, y Rudy. Su cónyuge es judío. Es abuela de ocho y vive junto a su familia en Purcellville, Virginia.